# Красавченко, Сергей Николаевич
Серге́й Никола́евич Краса́вченко (род. 19 декабря 1940, Москва, СССР) — российский политик, кандидат экономических наук, ректор Московского международного университета (2002—2016).

## Биография
В 1963 году окончил экономический факультет Московского государственного университета. С 1963 по 1968 год — стажёр-исследователь, затем аспирант и младший научный сотрудник в Институте Латинской Америки РАН. С 1968 по 1972 год — старший референт правления общества «Знание».
С 1972 по 1978 год — старший научный сотрудник, заведующий сектором Научного совета по экономическим и социальным проблемам научно-технической революции Института научной информации по общественным наукам Академии Наук СССР. С 1978 по 1989 год — руководитель научно-исследовательской группы, старший научный сотрудник в Академии Народного хозяйства при Совете Министров СССР.
С 1989 года — заместитель главного редактора журнала «Вопросы экономики». В 1990 году был избран народным депутатом РСФСР и членом Верховного Совета РСФСР. Вышел из КПСС летом 1990 года, после XXVIII съезда партии. Выступал за обеспечение равных прав и возможностей участия в политической жизни граждан, партий и любых объединений, за обеспечение подлинной свободы слова, прав граждан на свободу совести. Утверждал, что стабильное развитие экономики возможно на основе рыночных отношений, равноправия различных видов собственности и форм хозяйствования. Считал необходимым при этом создание надежных гарантий социальной защищенности граждан.
С 1990 по 1993 год — председатель Комитета по экономической реформе и собственности и член Высшего экономического совета при Президиуме Верховного Совета РСФСР.
В августе 1991 года во время ГКЧП входил в состав находившегося в Свердловске «резервного правительства», созданного на случай ареста или гибели руководства России, и представлял в нём Верховный Совет РСФСР. В сентябре 1991 года выдвигался мэром Москвы Гавриилом Поповым кандидатом на пост начальника Главного Управления внутренних дел Москвы, но отказался от возможности такого назначения.
12 декабря 1991 года, являясь членом Верховного Совета РСФСР проголосовал за ратификацию беловежского соглашения о прекращении существования СССР.
Выезжал в качестве представителя Президента и руководителя делегации Верховного Совета РФ в Молдавию с целью урегулирования конфликта в Приднестровье. В конфликте между Президентом РФ и Верховным Советом в 1993 году полностью поддерживал Бориса Ельцина.
В 1993—1996 годах — первый заместитель руководителя Администрации Президента РФ, советник Президента России по культуре.
В феврале 1999 года был отправлен в отставку с поста советника Президента РФ в связи с реорганизацией президентской администрации.
С мая 2001 года — первый проректор Московского международного университета, а с июня 2002 года по 2016 год — ректор Московского международного университета.
Автор и редактор более 100 научных и публицистических работ.

## Награды
- Медаль «Защитнику свободной России» (5 августа 1994 года) — за исполнение гражданского долга при защите демократии и конституционного строя 19-21 августа 1991 года, большой вклад в проведение в жизнь демократических преобразований, укрепление дружбы и сотрудничества между народами[2].

## Факты
- Женат, имеет двоих сыновей.
- Увлечения: классическая музыка, театр, кино.
- Является дядей Александра Кутикова — советского и российского музыканта, композитора, вокалиста, музыкального продюсера, наиболее известного как бас-гитариста, вокалиста и композитора рок-группы «Машина времени»